# Мороз Юрій Павлович
Мороз Юрій Павлович (29 вересня 1956, Краснодон, Ворошиловградська область, УРСР, СРСР — 14 липня 2025) — радянський і російський кінорежисер, актор, сценарист, продюсер.

## Біографія
Мороз Юрій Павлович народився 29 вересня 1956 року в місті Краснодон, Ворошиловградської області в родині електрика шахти ім. Засядька. По закінченню школи навчався в училищі, а в 1975 році поїхав до Москви, де навчався у Школі — студії МХАТ, займаючись на курсі В. Монюкова. В 1979 році, по закінченню навчання, став актором Московського театру імені Ленінського комсомолу, пропрацювавши там до 1987 року. Кінодебют відбувся в історичній дилогії Сергія Герасимова «Юність Петра» й «На початку славних справ».
На зйомках картини «Юність Петра» Юрій Мороз познайомився із майбутньою дружиною Мариною Левтовою, яка на той час вже активно знімалась у кіно. Він згадував:
Ми стояли на знімальному майданчику — Митя Золотухін, Коля Єременко і я — три красені в костюмах петровської епохи. Раптом бачимо, приїхали дівчата з Герасимівського курсу, пройшли повз нас. Єременко ще пожартував: «Ви куди? Повз нас просто так дівчата не ходять». Дві посміхнулися, а одна щось різке кинула у відповідь, та так, що навіть плейбой Єременко поперхнувся. Це була Марина.— Юрій Мороз
Марина Левтова вважала зв'язок з актором несерйозним, тому Юрію Морозу довелось різними шляхами, використовуючи й симпатію її батьків, добиватись уваги Марини. Згодом вони одружились, проживши в шлюбі 20 років. В родині народилась донька Даша.
Зйомки в кіно Юрій Мороз продовжив мюзиклом Світлани Дружиніної «Принцеса цирку» (1982), знятої за мотивами однойменної оперети Імре Кальмана. Потім були ролі Вівіана Дюбуа в детективі "Таємниця «Чорних дроздів», листоноші в музичній казці «Мері Поппінс, до побачення!», Мартинова в історичній стрічці «Лермонтов».
У 1988 році Юрій Мороз закінчив режисерський факультет ВДІК, де переймав досвід С. Герасимова й Т. Макарової. Режисерським дебютом стала фантастична стрічка за романом Кіра Буличова «Підземелля відьом», що вийшла на екрани в 1990 році. Головну жіночу роль (Білогурочку) у цій картині зіграла Марина Левтова. В 1992 році побачила світ детективна картина «Чорний квадрат», де Юрій Мороз виступає в ній як і сценарист. В 1995 році Юрій вперше спробував себе як продюсера, поставивши фільм-альманах «Прибуття поїзда». В цей час Юрій Мороз також активно займався громадською діяльністю, ставши в 1993 році президентом Асоціації молодих кінематографістів.
У 2000 році 16-річна донька Юрія Мороза знялася у своїй першій великій ролі в кіно — нареченої в комедії Георгія Данелія «Фортуна». Прем'єра картини відбулась 26 лютого 2000 в Будинку кіно, де присутні привітали батьків. Наступного дня родина разом з акторською парою Ольги Дроздової і Дмитра Пєвцова вирушила на дачу до друзів в Одинцово. Під час вечірнього катання на снігоходах, водій снігоходу, де знаходилась Марина Левтова з дочкою, не помітивши глибокого яру, не впорався з керуванням. Марина вдарилася головою об дерево і в той же день померла в Одинцовській лікарні. Дочка не зразу, будучи травмованою, дізналась про смерть матері, а тільки в день її похорону. Юрій Мороз згадував:
Вона весь час питала: «Де мама?», — А я брехав, що мама в іншій лікарні, що їй мають зробити операцію. Психологи радили почекати з сумною звісткою до одужання дівчинки, але я розумів, що так довго приховувати горе не зможу. І я сказав, тоді ж, в день похорону — слава Богу, обійшлося.— Юрій Мороз
У другій половині 90-х років у вітчизняному кіно знімалась обмежена кількість фільмів, панувало безробіття серед акторів. Ситуація змінилась з 2000 року з виходом на екрани перших вітчизняних серіалів, одним з яких став телесеріал «Каменська», до зйомок якого Юрій Мороз приступив ще в 1999 році. Спочатку в планах був великий телевізійний художній фільм, тому відповідним був і підход до зйомок, наслідком чого стала якість серіалу та успіх серед глядачів. Серіалом «Каменська» Юрій Мороз проклав шлях численним вітчизняним серіалам, знімаючи другу й третю частини серіалу.
Періодично Юрій Мороз знімався у власних серіалах, зокрема в 2004 році — в серіалі «Жінки в грі без правил», де знялась і його нова дружина Вікторія Ісакова, акторка Театру імені Пушкіна. Їхнє знайомство відбулось у 2002 році в селищі Щеликово на одночасних зйомках картин «Дикарка», де головну роль грала Дарія Мороз, і «Лісової пісні», в якій знімалася Вікторія Ісакова. Згодом одружились, в родині народилась дочка Марія, яка не прожила й чотирьох місяців. Це стало черговим ударом для Юрія:
Там багато чого було — і лікарські помилки, і все, разом узяте. Я не хочу цієї теми торкатися. Мені й про Машу говорити досі важко. Це назавжди: як відтята рука, яка у кожного болить по-своєму.— Юрій Мороз
У 2005 році вийшла нова картина Юрія Мороза «Діти Ванюхина», зйомки якої тривали шість років.
У 2006 році Юрій Мороз заснував виробничу кінокомпанію «MOROZFILM», яка спеціалізується на виробництві телевізійних і повнометражних художніх фільмів. У 2006 році кінокомпанією було знято фільм «Крапка», яка була номінована в Національному Кінофестивалі «Кінотавр». Приз «Найкраща акторка» отримали Дарія Мороз та Вікторія Ісакова. Серіал 2008 року «Брати Карамазови» номінований Національною премією «Золотий орел» у номінації «Найкращий серіал». 2009 рік ознаменувався фільмом «Пелагія і білий бульдог», де Юрій Мороз виступив продюсером, за зіграну роль в якому акторка Поліна Кутепова отримала приз «Найкраща акторка» на кінофестивалі «Золотий орел».
Юрієм Морозом у 2011 році у співпраці з RAFC (США) розпочата робота над документальним фільмом «Російська Америка». Знімаються також фільми «Форт Росс», 2011, «Людина амфібія», «Дружини привидів» (за однойменною повістю Яни Дубинянської).

## Фільмографія

### Акторські роботи
- 1980 — На початку славних справ — Альоша Бровкін
- 1980 — Юність Петра — Альоша Бровкін
- 1981 — На чужому святі — Діма
- 1982 — Принцеса цирку — Тоні
- 1983 — Пацани — Костя
- 1983 — Таємниця «Чорних дроздів» — Вівіан Дюбуа
- 1983 — Мері Поппінс, до побачення — Листоноша
- 1984 — Потрібна солістка — Яніс
- 1985 — Картина — Поліванов в юності
- 1986 — Державний кордон. Рік сорок перший — прикордонник
- 1986 — Лермонтов — Мартинов
- 1987 — Візит до Мінотавра — Паоло, старший син Страдіварі
- 1998 — Зал очікування — епізод
- 1998 — Нічний візит — Сергій
- 2000 — Каменська (Серія «Смерть заради смерті»)
- 2002 — Каменська 2 (Серія «Вкрадений сон») — Сергій Градов
- 2003 — Жінки в грі без правил — Слава
- 2005 — Діти Ванюхіна — Вольф
- 2007 — Ціна божевілля — Микола Борисович Берестов

### Режисер-постановник
- 1986 — Експеримент 200 (короткометражний)
- 1990 — Підземелля відьом
- 1992 — Чорний квадрат
- 2000 — Каменська (Серіал)
- 2002 — Каменська 2
- 2003 — Жінки в грі без правил (Серіал)
- 2004 — Каменська 3
- 2005 — Діти Ванюхіна
- 2006 — Точка
- 2007 — Брати Карамазови (Серіал)
- 2008 — Апостол (Серіал)
- 2009 — Пелагія і білий бульдог (Серіал)
- 2011 — Останні римляни
- 2014 — Форт Росс: У пошуках пригод
- 2021 — Угрюм-ріка
- 2024 — Я не можу без тебе

### Сценарист
- 1992 — Чорний квадрат
- 1993 — Сніданок з видом на Ельбрус
- 2003 — Жінки в грі без правил (Серіал)

### Кінопродюсер
- 1995 — Прибуття поїзда
- 2000 — Велика прогулянка (Серіал)
- 2005 — Діти Ванюхіна (серіал)
- 2005 — Золоте Теля (серіал)
- 2006 — Точка
- 2006 — Вовкодав з роду Сірих Псів
- 2006 — Офіцери (серіал)
- 2006 — Останній бронепоїзд (серіал)
- 2007 — Брати Карамазови (серіал)
- 2008 — Апостол (серіал)
- 2008 — Домовик (фільм)